# Lago Los Niños
Lago Los Niños är en sjö i Argentina.   Den ligger i provinsen Chubut, i den sydvästra delen av landet, 1 500 km sydväst om huvudstaden Buenos Aires. Lago Los Niños ligger 1 014 meter över havet. Arean är 0,44 kvadratkilometer. Den sträcker sig 0,8 kilometer i nord-sydlig riktning, och 1,0 kilometer i öst-västlig riktning.
Trakten runt Lago Los Niños består i huvudsak av gräsmarker. Trakten runt Lago Los Niños är nära nog obefolkad, med mindre än två invånare per kvadratkilometer.